# Linea di flusso

Rappresentazione di un tubo di flusso e delle sue linee di flusso. In verde sono rappresentate le curve da cui ha origine il tubo di flusso e in blu le linee di flusso.

Una linea di flusso rappresenta quella linea che è sempre tangente al vettore gradiente di un campo scalare e può rappresentare, tra gli altri, il percorso di una particella elementare di fluido o del calore nel campo termico.
Da questo si deduce che due linee di flusso non possono mai incrociarsi, poiché in quel punto la velocità avrebbe due valori differenti.
Si immagini di prendere una porzione di spazio nella quale scorre un fluido e di poter fotografare in un determinato istante il vettore velocità della particella di fluido; ripetiamo l'operazione nei punti successivi (avremo così per ogni punto la direzione del vettore velocità). La linea di flusso non è altro che la curva che risulta sempre tangente a tali vettori. Nel caso in cui il moto risulti stazionario, le linee di flusso coincidono con le linee di corrente (cioè con le traiettorie delle particelle di fluido).
Dall'osservazione delle linee di flusso possiamo dedurre solo l'orientamento del vettore velocità e la presenza di eventuali gradienti all'interno del campo di moto (dove si infittiscono le linee di flusso aumenta il modulo del vettore velocità).
Non è possibile in alcun modo estrapolare informazioni relative alla rotazionalità del moto del fluido considerato.

## Tubo di flusso
Un tubo di flusso è definito dallo spazio individuato dalla superficie tubolare che si forma tracciando una linea di flusso passante per ogni punto di una curva chiusa che non sia essa stessa una linea di flusso. 
Tale superficie tubolare non verrà attraversata in nessun punto dal fluido nell'istante considerato.
In fluidodinamica, il concetto di tubo di flusso ha un riscontro pratico quando il regime di moto è di tipo laminare, mentre nel caso di regime turbolento il fluido percorre delle traiettorie che hanno carattere caotico, per cui la modellizzazione del tubo di flusso, nel secondo caso, non è valida per la rappresentazione del regime di moto.